# Charles Dieutre
Pour les articles homonymes, voir Dieutre.
Charles François Dieutre (né le 29 janvier 1811 à Cressy, mort le 7 août 1896 à Rouen) est un avoué et homme politique, maire de Rouen en 1881 et de 1888 à 1890.

## Biographie
Charles Dieutre s'installe en 1826 à Rouen où il est clerc d'avoué. Il devient en avril 1837 avoué à Rouen, rue Neuve-des-Arsins, activité qu'il cessera en 1852.
Il épouse le 7 février 1839 à Rouen Henriette Désirée Le Maistre Duparc. Il élève Prudent Achille Lefort (1834-1912) qui deviendra professeur et député de Rouen.
Élu sous-lieutenant de la garde nationale de Rouen en septembre 1845, il est nommé suppléant du juge de paix du 3e arrondissement de Rouen le 19 avril 1848. Il démissionne en mai 1853.
En octobre 1874, il est élu conseiller du 3e canton de Rouen et sera réélu en 1880. En novembre 1874, il est élu conseiller municipal de Rouen et devient adjoint.
Le 9 janvier 1881, il est délégué maire provisoire de Rouen par arrêté préfectoral. Il cesse ses fonctions le 19 novembre 1881 au profit de Louis Ricard mais reste conseiller municipal.
Le 19 mai 1888, il redevient maire provisoire de Rouen. Il est élu maire le 6 juillet. Les 13 et 14 septembre 1888, il reçoit à Rouen le président Carnot. Malade, il démissionne le 2 mai 1890.
Il est membre de la Loge rouennaise la Persévérance couronnée.
Il meurt à son domicile, au no 51 bis place de l'Hôtel-de-Ville le 7 août 1896. Ses obsèques sont célébrées dans l'église Saint-Ouen et il est inhumé au cimetière monumental de Rouen (carré I2-10).

## Postérité
Le musée des beaux-arts de Rouen conserve un portrait :
- Portrait de M. Dieutre, ancien maire de Rouen par Léon Hodebert (1884)[5].

Le nom de Charles Dieutre a été donné à une rue de Rouen près de la place du Boulingrin, reliant l'avenue Georges-Métayer à la rue des Frères-Nicolle.

## Distinction
- Chevalier de la Légion d'honneur (12 octobre 1883)[6].